# Kamenný Přívoz
Kamenný Přívoz är en ort i Tjeckien.   Den ligger i regionen Mellersta Böhmen, i den centrala delen av landet, 26 km söder om huvudstaden Prag. Kamenný Přívoz ligger 236 meter över havet och antalet invånare är 1 124.
Terrängen runt Kamenný Přívoz är platt åt nordost, men åt sydväst är den kuperad. Kamenný Přívoz ligger nere i en dal. Runt Kamenný Přívoz är det ganska tätbefolkat, med 100 invånare per kvadratkilometer. Närmaste större samhälle är Modřany, 17,8 km norr om Kamenný Přívoz. I omgivningarna runt Kamenný Přívoz växer i huvudsak blandskog.